# Tündérország (Koncz Zsuzsa-album)
Koncz Zsuzsa Tündérország című stúdióalbuma 2013-ban jelent meg. Az új albummal töretlenül folytatódik a Koncz Zsuzsa életmű, de úgy tűnik igen fontos, szövegében és hangzásában is kivételes album született.  A zenei anyagában szélsőséges és modern lírai zenék szövegét Tóth Krisztinától Bródy Jánoson keresztül József Attiláig, zenéjét pedig többek között Tolcsvay László, Závodi Gábor, Gerendás Péter jegyzik. Az album 2013 végén aranylemez, majd 2014 elején platinalemez lett.
A lemez külön érdekessége, hogy Cipő két, eddig nem publikált dalát is elénekli Koncz Zsuzsa.
A lemezbemutató nagykoncert 2014. március 14-én volt Papp László Budapest Sportarénában. A Magyar Televízió két részletben közölte.

## Az album dalai
1. Tündérország (Maróthy Zoltán–Bródy János)
2. Század utca 21. (Závodi Gábor)
3. Repülő  (Cipő–Tóth Krisztina)
4. Nyáréjszakán a 67-es úton (Bródy János)
5. Forgószél  (Tolcsvay László–Müller Péter Sziámi)
6. Így volt szép  (Gerendás Péter–Bródy János)
7. A sárkányok földjén (Závodi Gábor)
8. Jó lenne még  (Lerch István)
9. Ébredj fel  (S.Nagy István – Bornai Tibor)
10. Világosítsd föl (Bródy János–József Attila)
11. Lehetett volna (Illés Lajos–Bródy János)
12. Árad a szeretet (Bódi László–Müller Péter Sziámi)